# Cascera flavolavata
Cascera flavolavata är en fjärilsart som beskrevs av Rothschild 1917. Cascera flavolavata ingår i släktet Cascera och familjen tandspinnare. Inga underarter finns listade i Catalogue of Life.